# 해리 힐먼
해리 리빙스턴 힐먼 주니어(Harry Livingston Hillman Jr., 1881년 11월 8일 ~ 1945년 8월 9일)는 미국의 육상 선수이자 1904년 하계 올림픽에서 세 개의 금메달을 딴 메달리스트이다.
뉴욕주 브룩클린에서 태어난 그는 일생 동안 총 세 번 올림픽 선수단의 일원이 되었다. 또한 그는 다트머스 대학교의 코치이기도 했다.
힐먼은 세인트루이스에서 열린 1904년 하계 올림픽에서 400m 경기, 200m 허들 경기, 400m 허들 경기에서 모두 금메달을 땄다. 그는 세 경기 모두 올림픽 기록을 세웠다. 하지만 힐먼은 400m 허들 경기에서 53.0초로 세계 기록을 돌파했음에도 불구하고 신기록이 될 수 없다고 무효처리되어 세계 기록은 경신되지 않았다 (당시의 세계 기록은 1891년에 세워진 57.2초였다). 그 이유는, 당시의 경기에 사용되었던 허들이 경기 기준인 91.4 센티미터보다 훨씬 낮은 76 센티미터였다는 것이 밝혀졌기 때문이었다.
1906년 중간 올림픽에 참가하기 위해 그리스로 가던 힐먼은 배와 충돌한 거대한 파도에 의해 다른 선수들과 함께 부상을 당했다. 그는 400m 경기에서 5위로 들어왔고, 그 종목으로 참가한 것은 그 대회가 마지막이었다.
힐먼은 1908년 하계 올림픽 400m 허들 경기에서 1위보다 더 낮은 기록으로 2위를 해서 은메달을 땄다. 미국 선수인 그와 찰스 베이컨은 일제히 마지막 허들을 동시에 뛰었지만, 베이컨이 55.0초의 세계 기록으로 우승 선에 더 먼저 도착했다. 힐먼의 기록은 55.3초였다.
1909년 4월 24일, 힐먼과 라슨 로버트슨은 100 야드 (91m) 이인삼각 경기에서 거의 누구도 세우지 못한 11.0초의 기록을 세웠다. 그는 총 네 번, 각각 두 번씩 200m 와 400m 허들 경기에서 아마추어 선수 연합 타이틀을 거머쥐었다.
1910년부터 그가 죽기까지 다트머스 대학교의 트랙 코치를 맡았던 힐먼은 평소 날로 된 제비의 알이 "바람과 배탈에 가장 좋다"고 믿고 허들 선수들에게 권했다고 한다. 그는 1924년, 1928년, 그리고 1932년 하계 올림픽 경기에서 트랙과 필드 올림픽 코치를 맡았다. 그의 제자들 중 가장 유명한 육상선수는 캐나다의 허들 선수인 얼 톰슨이다. 그는 1920년 하계 올림픽 110m 허들 경기에서 금메달을 획득하기도 했다.